# Hutesa Agroalimentaria
Hutesa Agroalimentaria SA es una empresa andaluza fundada en 1988 especializada en el envasado y la comercialización de aceitunas.

## Historia
La empresa fue fundada en enero de 1988 en la localidad malagueña de Fuente de Piedra por la emprendedora sevillana María Paz Hurtado Cabrera, cuando tenía 20 años, que aún permanece como directora general de la compañía y medalla de Andalucía en 2014.
El inicio de la compañía fue la propia empresaria comprando y vendiendo activos desde su propia casa y, en 1992, compró una antigua factoría quebrada en los actuales terrenos de la empresa.
En 2009 ya comercializaban aceitunas rellenas de anchoas, de naranja, de chili o de limón.
En 2009 tuvo problemas legales por una serie de vertidos entre los años 1998 a 2005 a la depuradora que desaguaba en la laguna de Fuente de Piedra, problemas que quedaron sobreseidos en 2013 y desestimados por el juez instructor.
En 2011 amplió su planta de aderezo, aumentando, tras una inversión de 1 millón de euros, su capacidad de producción en un 40%
En 2019 planificó la realización de unas inversiones por valor de 12 millones de euros que le permitió elevar su facturación y su capacidad de contratación en 20 personas, especialmente mujeres. La empresa mantiene su vinculación con el entorno rural y el apoyo a la fijación de esta población al territorio, la comarca de Fuente de Piedra.
En 2008 tenían una facturación de 12,5 millones de euros y 12 millones de euros en 2009. En 2014 ascendieron a 12,5 millones. En 2015 cerraron su cuenta de resultados con una facturación de 15 millones de euros y, en 2016 disminuyeron su facturación a 12 millones de euros. En 2018 facturaron 24 millones de euros y, en 2021, llegaron a una facturación de 26 millones de euros. En 2022 aumentaron su facturación a 29 millones de euros y, en 2023, ha facturado 36,5 millones de euros, exportando el 100% de su producción.Su producción se exporta a 45 países, en un 50% a países de la Unión Europea, 20% a países árabes y, el resto, se exporta a África central y Asia. Salieron del mercado ruso antes de la irrupción de la guerra en la invasión de Ucrania.
A día de hoy la empresa tiene unas instalaciones en Málaga para almacenar 20.000 toneladas de aceitunas y una plantilla que ronda los 50 empleados.La empresa permite tratar un millón de kilos de aceitunas diarios y una planta de oxidación que da servicio a 500.000 kilos semanales. Además cuenta con una planta solar que cubre el 30% de la energía que consumen sus instalaciones.En 2015 abrió en Pilas y, en 2016, abrió otra planta para aumentar su capacidad productiva en Dos Hermanas.

## Marcas
La empresa comercializa las siguientes marcas: Hutesa, Markesa de Oliva, Benanai y Salima.

## Premios y galardones
- IX Premios Empresariales Hacemos Málaga. Premio a la trayectoria empresarial (2021).[21]
- Trayectoria Empresarial. FAME (2019).[22]
- Premio a la excelencia. Asociación Jábega (2013).[23]
- Alas a la Internacionalización (2007)[19]